# Sam Zimbalist
Sam S. Zimbalist (New York, 31 marzo 1904 – Roma, 4 novembre 1958) è stato un produttore cinematografico e montatore statunitense, vincitore postumo di un premio Oscar per Ben-Hur.

## Biografia
Nato a New York da una famiglia ebrea, iniziò la sua carriera a Hollywood a sedici anni, lavorando come montatore presso i Metro Studios. Rimase con la società quando questa si fuse con la Goldwyn Pictures e la Mayer Pictures nel 1924, dando vita alla Metro-Goldwyn-Mayer, curandovi il montaggio di film come Mentre la città dorme (1928) e La canzone di Broadway (1929).
Nel 1929 venne promosso ad assistente di produzione, prima di diventare produttore cinematografico nel 1936. Lavorando sempre per la MGM, Zimbalist produsse oltre venti pellicole negli anni seguenti, tra cui Le miniere di re Salomone (1950) e Quo vadis (1951), che ottennero entrambe una candidatura agli Oscar come miglior film. Durante la seconda guerra mondiale produsse anche il film Missione segreta, incentrato sull'incursione aerea su Tokyo operata dai militari americani nel 1942.
Si sposò con Margaret C. Donovan nel 1924, divorziandovi nel 1950. Nel 1952, Zimbalist si risposò con Mary Taylor, un ex modella e attrice, con cui rimase fino alla sua morte. Zimbalist rimase infatti vittima di un infarto miocardico acuto nel 1958, mentre si trovava a Roma per supervisionare le riprese di Ben-Hur, all'epoca la produzione più elaborata che l'MGM avesse mai affrontato. Venne sepolto all'interno dell'Hillside Memorial Park di Culver City, in California. Nel 1960 vinse l'Oscar al miglior film come produttore di Ben-Hur: il premio venne ritirato in sua vece dalla moglie Mary, che fece un discorso in suo onore. Ad oggi, Zimbalist rimane l'unica persona ad aver vinto un Oscar postumo per il miglior film.

## Filmografia

### Produttore
- Married Before Breakfast, regia di Edwin L. Marin (1937)
- London by Night, regia di William Thiele (1937)
- La vita a vent'anni (Navy Blue and Gold), regia di Sam Wood (1937)
- Paradiso per tre (Paradise for Three), regia di Edward Buzzell (1938)
- The Crowd Roars, regia di Richard Thorpe (1938)
- Il figlio di Tarzan (Tarzan Finds a Son!), regia di Richard Thorpe (1939)
- La signora dei tropici (Lady of the Tropics), regia di Jack Conway (1939)
- These Glamour Girls, regia di S. Sylvan Simon (1939)
- La febbre del petrolio (Boom Town), regia di Jack Conway (1940)
- Gente allegra (Tortilla Flat), regia di Victor Fleming (1942)
- Missione segreta (Thirty Seconds Over Tokyo), regia di Mervyn LeRoy (1944)
- Avventura (Adventure), regia di Victor Fleming (1945)
- Pugno di ferro (Killer McCoy), regia di Roy Rowland (1947)
- La via della morte (Side Street), regia di Anthony Mann (1950)
- Le miniere di re Salomone (King Solomon's Mines), regia di Compton Bennett e Andrew Marton (1950)
- Quo vadis (Quo Vadis), regia di Mervyn LeRoy (1951)
- L'ingenua maliziosa (Too Young to Kiss), regia di Robert Z. Leonard (1951)
- Mogambo, regia di John Ford (1953)
- Lord Brummell (Beau Brummell), regia di Curtis Bernhardt (1954)
- La legge del capestro (Tribute to a Bad Man), regia di Ray Wise (1956)
- Pranzo di nozze (The Catered Affair), regia di Richard Brooks (1956)
- Il grande amore di Elisabetta Barrett (The Barretts of Wimpole Street), regia di Sydney Franklin (1957)
- L'affare Dreyfus (I Accuse!), regia di José Ferrer (1958)
- Ben-Hur, regia di William Wyler (1959) - postumo

### Montatore
- Il mago di Oz (The Wizard of Oz), regia di Larry Semon (1925)
- The Dome Doctor, regia di Larry Semon - cortometraggio (1925)
- The Cloudhopper, regia di Steve Roberts, Larry Semon, Norman Taurog - cortometraggio (1925)
- The Unchastened Woman, regia di James Young (1925)
- Transcontinental Limited, regia di Nat Ross (1926)
- Johnny Get Your Hair Cut, regia di B. Reeves Eason e Archie Mayo (1927)
- The Bugle Call, regia di Edward Sedgwick (1927)
- Foreign Devils, regia di W. S. Van Dyke (1927)
- Buttons, regia di George W. Hill (1927)
- Baby Mine, regia di Robert Z. Leonard (1928)
- The Smart Set, regia di Jack Conway (1928)
- Il diamante malefico (Diamond Handcuffs), regia di John P. McCarthy (1928)
- The Adventurer, regia di Viktor Tourjansky (1928)
- Mentre la città dorme (While the City Sleeps), regia di Jack Conway (1928)
- Il misterioso Jimmy (Alias Jimmy Valentine), regia di Jack Conway (1928)
- La canzone di Broadway (The Broadway Melody), regia di Harry Beaumont (1929)
- Song of the Roses, regia di Gus Edwards - cortometraggio (1929)
- Ragazze americane (Our Modern Maidens), regia di Jack Conway (1929)

### Sceneggiatore
- Avventura (Adventure), regia di Victor Fleming (1945) - non accreditato

## Riconoscimenti
- Premi Oscar[2][6]

  - 1952 – Candidatura al miglior film per Quo vadis
  - 1960 – Miglior film per Ben-Hur